# أشلي هاوس
أشلي هاوس (بالإنجليزية: Ashley House)‏ هو مقدم تلفزيوني وصحفي بريطاني، ولد في 21 سبتمبر 1980 في شلتنهام في المملكة المتحدة.